# Staka Skenderova
Staka Skenderova (Sarajevo, 1831 – Sarajevo, 26 maggio 1891) è stata una scrittrice, educatrice e religiosa bosniaca.
Le viene attribuita la fondazione della prima scuola femminile di Sarajevo il 19 ottobre 1858. L'anno seguente, divenne la prima autrice donna pubblicata nella Bosnia moderna.

## Biografia
Skenderova nacque nel 1831 a Sarajevo da una famiglia ortodossa proveniente da Prijepolje, nel Sandzak. Suo fratello maggiore era un sarto per l'esercito ottomano e Skenderova imparò la lingua turca in giovane età e apprese a scrivere da sola. 
Skenderova, per concessione delle autorità ottomane, nel 1858 fu autorizzata ad aprire la prima scuola per ragazze a Sarajevo. Fu anche la prima insegnante donna in Bosnia ed Erzegovina. 
Più avanti decise di prendere i voti da suora. Poiché all'epoca la Bosnia non aveva un monastero femminile ortodosso serbo, Skenderova fu ordinata come monaca ortodossa orientale a Gerusalemme nel 1870.
Skenderova morì nel maggio 1891. Mentre si rilassava a Ilidža, una carrozza trainata da cavalli precipitò tra la folla e Skenderova fu gravemente ferita. Venne curata dall'amica Miss Irby ma morì per le sue ferite subito dopo. Irby organizzò il funerale e Skenderova fu sepolta a Sarajevo.

## Opere
- Ljetopis Bosne, 1825-1856 ("La cronaca bosniaca, 1825-1856", 1859)